# Ouka Leele
Bárbara Allende Gil de Biedma, coneguda pel nom artístic d'Ouka Leele, (Madrid, 29 de juny de 1957 - Madrid, 24 de maig de 2022) va ser una fotògrafa espanyola, pertanyent al moviment artístic de la movida madrileña. Va ser neboda del poeta Jaime Gil de Biedma i cosina de la política Esperanza Aguirre.
D'educació autodidacta, les seves obres es poden reconèixer per ser força acolorides (fotografia en blanc i negre acolorida a mà), tot i que adorava també la tècnica del gravat. Va començar a exhibir el seu art l'any 1978. A partir de la dècada del 1980 va començar a exhibir el seu treball firmat com a Ouka Lele, però fins al 2000-01 no afegiria una altra "e" al seu nom, Ouka Leele.

## Trajectòria professional
Va ser una de les protagonistes principals de la moguda madrilenya de començaments dels anys 1980. De formació autodidacta, destaquen les seves característiques fotografies en blanc i negre acolorides i els seus gravats. Barrejava les tradicions espanyoles amb un gran colorit típic seu. La seva prestigiosa obra s'ha exposat en ciutats com París, Londres, Tòquio, São Paulo o Nova York. El 2005 li va ser concedit el Premi Nacional de Fotografia.
El seu nom artístic té l'origen en una obra del pintor "El Hortelano" (José Alfonso Morera Ortiz), un mapa d'estrelles inventat completament per ell, en el qual apareixia la constel·lació anomenada "Ouka Lele". Bàrbara va quedar meravellada per aquest quadre i va decidir que volia signar les seves obres així. Reforçada en aquesta decisió pel seu primer galerista, Albert Guspi, va exposar des de llavors la seva obra sota aquest pseudònim, lleugerament variat el 1999 a "Ouka Leele".
Segons les seves pròpies paraules, Ouka Leele entenia la fotografia com a "poesia visual, una manera de parlar sense fer servir paraules". Companya de fatigues d'artistes com Xavier Mariscal, Ceesepe, Alberto García-Alix o Pedro Almodóvar, va residir a Barcelona, Madrid o Nova York des de la seva joventut. Va aturar el trànsit del passeig de la Castellana, a Madrid, per tal de realitzar la reconeguda fotografia Rappelle-toi Bárbara (que representava el mite d'Atalanta i Hipòmenes) després de concloure la sèrie Perruqueria.
La seva obra ha estat reproduïda en multitud de revistes com Diorama, Photo Magazine, Telos, Dezine o Revista Actuel. Va col·laborar en gairebé totes les edicions del festival ARCO, que alberga part de la seva obra en la seva col·lecció. Va impartir tallers sobre la seva especialitat en festivals, centres culturals i universitats.
També va realitzar activitats d'il·lustració: el 1996 va il·lustrar el llibre de Concha García Campoy La doble mirada i el 2002 va preparar una sèrie de dibuixos i serigrafies per al Càntic dels càntics del Rei Salomó. A Ceutí (Múrcia) va dur a terme un mural a l'aire lliure de gairebé 300 m² denominat per la mateixa artista "el meu jardí metafísic" (la seva única obra d'aquestes característiques).
Va treballar amb el director de cinema Rafael Gordon en el muntatge final de la pel·lícula La mirada de Ouka Leele, nominada als Goya el 2010. Aquesta transcorre en gran part en Ceutí, durant l'elaboració del seu mural. Ouka Leele va ser nomenada Ambaixadora de la Candidatura de Segòvia a Capital Europea de la Cultura a 2016. Va morir en un hospital de Madrid el 24 de maig de 2022, als seixanta-quatre anys, de càncer de mama.

### Estil de les obres
Habitual del joc entre tècniques diferents, Ouka Leele pintava les seves fotografies i s'ha dit que creava obres abstractes on els elements clau són la composició i el color. La seva trajectòria es caracteritza per crear una obra sempre fidel a ella mateixa, a partir de la seva pròpia vida, investigant, aprenent, fora de qualsevol definició, fora de modes o conceptes entenent les arts com una sola i única devoció. Les seves obres primerenques, sovint fotografies fetes en interiors amb colors cridaners aplicats sobre aquestes. Amb el pas del temps, Ouka Leele suavitzà la paleta cromàtica i el teló de fons deixa de ser interior per retratar boscos y món vegetal.

## Guardons
- 1983, Premi Ícar d'Arts Plàstiques, concedit pel desaparegut diari madrileny Diario 16.
- 2003,1982, Ajuda per a Artistes Joves del Ministeri de Cultura.
- 2003, Premi de Cultura de la Comunitat de Madrid, (categoria fotografia)
- 2005, Premi Nacional de Fotografia.[5]
- 2012, Premi Nacional de Fotografia Piedad Isla atorgat per la Diputació de Palència[10]

## Museus i col·leccions que tenen la seva obra
- Centre de la Vieille Charité, Marsella
- Centre Andalús de la Fotografia
- Col·lecció ARCO, Madrid
- Fondation Cartier, París
- Fundació La Caixa, Barcelona
- Instituto Cervantes, Lisboa
- Museu a l'Aire Lliure de Ceutí, Múrcia
- Museu d'Alcobendas, Madrid
- Centre Municipal de les Arts, Alcorcón, Madrid
- Museu d'Art Contemporani d'Eïvissa
- Museu Espanyol d'Art Contemporani, Madrid
- Museu Municipal, Madrid
- Museu Nacional Centre d'Art Reina Sofia, Madrid
- Tabaco Gitanes, París
- Fundació Suñol, Barcelona

## Llibres
- 2006, Poesía en carne viva (Ediciones Atlantis)
- 2006, Ouka Leele. El nombre de una estrella (Ellago Ediciones)
- 2008, Ouka Leele inédita (tf. editores)